# Juan Antonio Prieto
Juan Antonio Prieto Cárdenas (Jaén, 6 marzo 1969) è un ex atleta paralimpico spagnolo ipovedente.

## Biografia
Terzo di cinque fratelli, Juan Antonio Prieto è nato con la malattia di Stargardt che si manifesta nell'adolescenza e causa una progressiva degenerazione della macula. Anche il fratello minore Juan Carlos Prieto è stato colpito dallo stesso problema. Perciò i due si sono trasferiti a Siviglia, per studiare al Centro Risorse Educative Luis Braille. Qui le capacità atletiche di entrambi, ma soprattutto di Juan Antonio, sono state coltivate fino al raggiungimento della nazionale, sotto la guida dell'allenatore Eleuterio Antón Palacios.
L'esordio internazionale di Juan Antonio è avvenuto nel 1991, agli Europei IBSA ed è proseguito ai Giochi paralimpici di Barcellona nel 1992. Da allora, e fino al ritiro nel 2000, l'atleta è stato protagonista di molte vittorie (Europei, Mondiali, Paralimpiadi). Nell'ambito di tre edizioni paralimpiche estive (1992, 1996 e 2000), ha guadagnato otto medaglie, cinque delle quali nelle gare di staffetta.
Sposato e padre di due gemelle, Prieto ha smesso di gareggiare a livelli internazionali dopo le Paralimpiadi di Sydney e si è dedicato ad allenare giovani atleti. Ha anche contribuito alla fondazione di centri per la formazione sportiva, specialmente nella città natale e nella sua regione, l'Andalusia.

## Palmarès
| Anno | Manifestazione       | Sede       | Evento           | Risultato | Prestazione | Note  |
| ---- | -------------------- | ---------- | ---------------- | --------- | ----------- | ----- |
| 1991 | Europei IBSA         | Caen       | Salto in alto B2 | Argento   |             |       |
| 1991 | Europei IBSA         | Caen       | 4×400 m B1-B3    | Oro       |             |       |
| 1992 | Giochi paralimpici   | Barcellona | Pentathlon B2    | Argento   | 2 827 p.    |       |
| 1992 | Giochi paralimpici   | Barcellona | 4×100 m B1-B3    | Oro       | 38"13       | [ 2 ] |
| 1992 | Giochi paralimpici   | Barcellona | 4×400 m B1-B3    | Oro       | 3'19"67     | [ 3 ] |
| 1993 | Europei IBSA         | Dublino    | 100 m piani B2   | Argento   |             |       |
| 1993 | Europei IBSA         | Dublino    | 200 m piani B2   | Bronzo    |             |       |
| 1993 | Europei IBSA         | Dublino    | 4×100 m B1-B3    | Argento   |             |       |
| 1993 | Europei IBSA         | Dublino    | 4×400 m B1-B3    | Oro       |             |       |
| 1994 | Mondiali paralimpici | Berlino    | 100 m piani B2   | Argento   |             |       |
| 1994 | Mondiali paralimpici | Berlino    | 200 m piani B2   | Argento   |             |       |
| 1995 | Europei IBSA         | Valencia   | 100 m piani B2   | Oro       |             |       |
| 1995 | Europei IBSA         | Valencia   | 200 m piani B2   | Argento   |             |       |
| 1995 | Europei IBSA         | Valencia   | 4×100 m B1-B3    | Oro       |             |       |
| 1996 | Giochi paralimpici   | Atlanta    | 100 m piani T11  | Oro       | 11"38       |       |
| 1996 | Giochi paralimpici   | Atlanta    | 200 m piani T11  | Argento   | 23"10       |       |
| 1996 | Giochi paralimpici   | Atlanta    | 4×100 m T10-T12  | Oro       | 42"36       | [ 4 ] |
| 1996 | Giochi paralimpici   | Atlanta    | 4×400 m T10-T12  | Oro       | 3'28"65     | [ 5 ] |
| 1998 | Mondiali IBSA        | Madrid     | 100 m piani T11  | Oro       |             |       |
| 1998 | Mondiali IBSA        | Madrid     | 200 m piani T11  | Argento   |             |       |
| 1999 | Europei IBSA         | Lisbona    | 100 m piani T11  | Argento   |             |       |
| 1999 | Europei IBSA         | Lisbona    | 200 m piani T11  | Argento   |             |       |
| 1999 | Europei IBSA         | Lisbona    | 4×100 m T10-12   | Oro       |             |       |
| 1999 | Europei IBSA         | Lisbona    | 4×400 m T10-12   | Argento   |             |       |
| 2000 | Giochi paralimpici   | Sydney     | 4×100 m T11-T13  | Bronzo    | 45"01       | [ 6 ] |

## Onorificenze
- 2006 - Medaglia d'oro dell'Ordine reale del merito sportivo.[7]